# Tinh Võ Môn (chương trình truyền hình 1995)
Tinh Võ Môn (tiếng Trung: 精武門, tiếng Anh: Fist of Fury) là một bộ phim truyền hình Hồng Kông do Đài truyền hình ATV HongKong sản xuất và phát hành vào năm 1995. Đây là 1 trong những bộ phim quy tụ dàn diễn viên nổi tiếng và đình đám nhất của ATV HongKong vào thời điểm đó.

## Diễn viên

### Thanh bang
- Lưu Chí Vinh vai Thái Lục Căn
- Doãn Thiên Chiếu vai Thái Ngạc Phú
- Tùng San vai Tuyết Kỳ
- Hàn Nhất Sanh (Hon Yee-Sang) vai Thái Kim Hổ
- Lương Nhất Hào (Leung Yat-Ho) vai Lượng Hán
- Ngô Đình (Matthew Ng Ting) vai Bính
- Châu Tiểu Lương (Chow Siu-Leun) vai Quý

### Tinh Võ Môn
- Cao Hùng vai Hoắc Nguyên Giáp
- Chân Tử Đan vai Trần Chân
- Ngô Đình Diệp vai Lương Tấn Tinh
- Tăng Vĩ Minh (Bobby Tsang Wai-Ming) vai Đại Công

### Nhật Bổn
- Dương Trạch Lâm vai Võ Điền Hạnh Hùng
- Vạn Ỷ Văn vai Võ Điền Nhu Mỹ
- Bào Khởi Tịnh vai Võ Điền Phu nhân
- Mễ Kỳ (Mai Kei) vai Thư ký Hồ
- Lâm Chí Hào (Kenny Lam Chi-Ho) vai Thạch Đỉnh Anh Minh
- Tiển Hạo Anh vai Thạch Đỉnh Hồng Mẫn
- Tăng Thủ Minh vai Sơn Bản Chí Trợ
- Ngô Nguyên Quân (Ng Yuen-Jun) vai Cửu Quỷ

### Diễn viên khác
- Khương Hạo Văn (Philip Keung Hiu-Man) vai A Trung
- Đới Mộng Mộng vai Trần Tiểu Yến
- Hứa Nhị Ngưu (Simon Chui Yee-Ang) vai Chú Toàn
- Phùng Quốc (馮國) vai Nông Kính Tôn (trinh thám của Tôn Trung Sơn tại Thượng Hải)
- Giang Đào (Willy Kong Tou) vai Thám trưởng Thượng Hải
- La Liệt vai Trương Tông Đường (Đại soái)
- Lạc Đạt Hoa vai Trương Khắc Tường (Thiếu soái)
- Hùng Hân Hân vai Hồng Phi
- Trịnh Thứ Phong (Cheng Chu-Fung) vai Hồng Báo
- Mak Gei vai Thị trưởng Trung Quốc